# وضوح (آلبوم زد)
«وضوح» (به انگلیسی: Clarity) آلبومی از زد است که در ۲ اکتبر ۲۰۱۲ منتشر شد.